# Ахмадз
Ахмадж (осет. Ахмадз, груз. ახმაჯი — Ахмаджи) — село в Закавказье, расположено в Ленингорском районе Южной Осетии, фактически контролирующей село; согласно юрисдикции Грузии — в Ахалгорском муниципалитете.

## География и состав
Село находится на реке Ксани (Чисандон) на юге Ленингорского района на границе с собственно Грузией, к югу от райцентра Ленингор (Ахалгор).

## Население
Село населено этническими грузинами и осетинами (до 1/3). По данным 1959 года в селе жило 291 жители — в основном грузины. По переписи 2002 года (проведённой властями Грузии, контролировавшей восточную часть Ленингоского/Ахалгорского района на момент проведения переписи) в селе жило 210 человек, в том числе 64 % составили грузины (135 человек) и 34 % — осетины (71 человек).

## История
В период южноосетинского конфликта в 1992—2008 гг. село входило в состав восточной части Ленингорского района, находившейся в зоне контроля Грузии. После войны в августе 2008 года село перешло под контроль властей РЮО.

## Топографические карты
- Лист карты K-38-65 Ленингори. Масштаб: 1 : 100 000. Издание 1979 г.